# Bandera de Fuentesaúco de Fuentidueña
La bandera de Fuentesaúco de Fuentidueña es el símbolo más importante de Fuentesaúco de Fuentidueña, municipio de la provincia de Segovia, comunidad autónoma de Castilla y León, en España.

## Descripción
La bandera de Fuentesaúco de Fuentidueña fue oficializada el 03 de julio de 2002, y su descripción heráldica es:

«Bandera rectangular de proporciones 2:3, formada por un paño blanco con una rama verde de saúco en la parte superior y a 1/3 del asta, con una franja azul ondada en su centro, del asta al batiente y de 1/5 del ancho de la bandera.»
Boletín Oficial de Castilla y León nº 149/2002